# 里隆文
里 隆文（さと たかふみ、1982年1月18日 - ）は、日本の野球指導者。元埼玉西武ライオンズスタッフ（2018年まではコーチ）。

## 経歴
2008年からBCリーグ・群馬ダイヤモンドペガサスのトレーナーに就任したのち、2010年から同球団のコンディショニングコーチに就任。
2012年からはNPB・埼玉西武ライオンズの二軍トレーニングコーチに就任、2017年から一軍トレーニングコーチに配置転換された。2019年からはトレーニングコーチはS&C（ストレングス&コンディショニング）スタッフという枠組みに変わり、里は二軍の担当スタッフとして引き続き西武に在籍していた。
2022年より独立し、フリーのストレングス&コンディショニングコーチとしてプロやアマチュアの指導をする傍ら、フィットネスジムの運営も手掛ける。同年6月には、かつて所属していた群馬ダイヤモンドペガサスより、新設の役職であるメディカル・ストレングス&コンディショニングディレクターとして招聘された。
2023年は台湾プロ野球・台鋼ホークスの秋季キャンプにおいて客員トレーニングコーチを務め、翌2024年から正式にトレーニングコーチに就任した。
BCリーグ、NPBともに選手としての在籍経験はないが、便宜上プロフィールでは右投右打と表記されていた。

## 論文
- ステップ運動の下肢筋放電量 (PDF)  福岡大学スポーツ科学研究 2008年9月

## 詳細情報

### 背番号
- 97 （2010年 - 2011年）
- 98 （2012年 - 2018年）
- 011 （2024年）
- 61 （2025年 - ）